# Hanna Elmquist
Hanna Elmquist, född 12 maj 1980 i Falun, är en svensk jazzsångare.
Hanna Elmquist växte upp i Borlänge och utbildade sig senare på Musikkonservatoriet Falun. Hon skivdebuterade 2007 med Old Love, New Love.

## Diskografi
- 2007 – Old Love, New Love
- 2009 – Ferry Yard Road (Stockholm Jazz Productions)
- 2010 – Spring (Elsa Records)
- 2013 – Slow Motion (Elsa Records)
- 2015 – Grund